# S'Agaró
S’Agaró es una entidad de población de lujo perteneciente al municipio de Castillo de Aro.
Dentro de la comarca catalana del Bajo Ampurdán. Se sitúa entre los pueblos de Sant Feliu de Guíxols y Playa de Aro, en el litoral de la Costa Brava. Dentro de sus límites se encuentran parte de la playa de Sant Pol (compartida con Sant Feliu), la playa de la Conca, el cabo la Punta d’en Pau y las calas Pedrosa y Vaques.
La entidad surgió a principios del siglo XX cuando se construyó una urbanización de estilo novecentista (noucentista) obra del arquitecto Rafael Masó i Valentí. Después se continuó edificando, en un principio manteniendo la estética inicial, pero después, con el boom del turismo y de la construcción, en los alrededores se levantaron otras urbanizaciones, chalets y bloques de pisos que ya no siguieron el estilo primitivo.
El núcleo residencial originario está declarado como conjunto histórico protegido como bien cultural de interés nacional desde 1995. En el 2005 tenía 1237 habitantes.

## Origen del nombre
El nombre de «S’Agaró» seguramente hace referencia a un pequeño torrente, hoy desaparecido, que se encontraba en el extremo occidental de la urbanización originaria y que servía de límite administrativo entre Playa de Aro y Sant Feliu de Guíxols. También podría provenir, según Corominas, de la palabra seguer, aunque otras fuentes lo citan como de etimología incierta posiblemente relacionada con los topónimos «Sagar / Sagars / Sagàs». Aparece escrito en una sola palabra desde el siglo XIV.
La grafía «S’Agaró» fue la elegida por los promotores del primer proyecto como así lo explica uno de ellos, Josep Ensesa i Gubert, en la Revista de S’Agaró:
«En aquellos tiempos, S'Agaró no tenía nombre. Nadie conocía nuestras actividades un tanto ilusorias y no sentíamos la necesidad de identificarlo. Para nosotros "aquello" eran los terrenos de la playa de San Pol, pero un hecho fortuito nos obligó a darles un nombre. Al ordenar una remesa de plantas y flores a la playa de San Pol, el horticultor de Barcelona las mandó naturalmente a San Pol de Mar. Era preciso que la confusión no se repitiera. El nombre surgió espontáneo: ¡S'AGARÓ! Este era, como ya se ha dicho, el nombre del pequeño torrente, seco casi siempre, que delimita por Levante la playa. [...]. ¿Sería Sagaró o S'Agaró? Nos inclinamos finalmente por S'Agaró porque supusimos que éste era la forma dialectal de las gentes de nuestra Costa de expresar El Aragó, al igual que decían "Es Noi" en lugar de "El Noi". Años después vimos confirmada nuestra suposición, al indicar el Pbro. Dr. Riera, a Masó, que Aragó, según viejos documentos por él encontrados en su busca de buen aficionado filólogo, significaba en el primitivo idioma catalán, pequeño torrente seco, tal como es en realidad el S'Agaró.»

## Historia

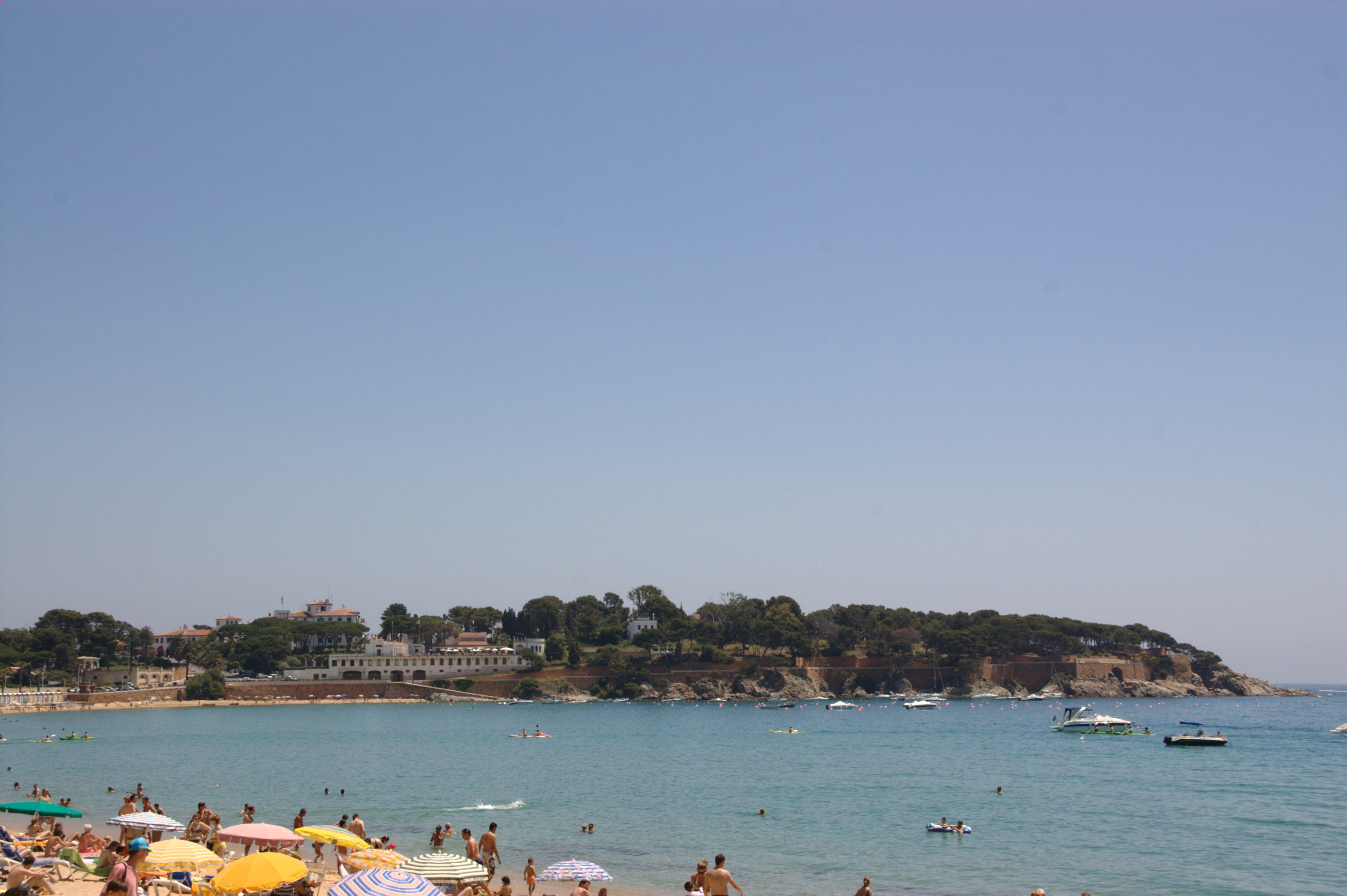
Vista desde la Playa de San Pol

Al principio, S’Agaró era un conjunto de terrenos yermos y rocosos con algunas zonas de pinares y algunos campos de cultivo (sobre todo de viñas y de secano), únicamente había algunas barracas asociadas a este último uso.
La historia de la urbanización comenzó en 1916, cuando el industrial gerundense José Ensesa Pujades adquirió un terreno situado en la Punta de Pau por deudas que le pagaron en terrenos por falta de dinero. El arquitecto Rafael Masó (quien ya había trabajado para él) fue el escogido para la edificación del chalet. La propiedad presentaba algunos problemas orográficos, tal y como informó Masó a Ensesa, razón por la cual este último adquirió la parcela adyacente. El empresario se convirtió en dueño de una superficie superior a sus necesidades y es entonces cuando aparece la idea de reparcelar parte del terreno y revenderlo, más con una intención de procurarse vecinos que no con finalidades especulativas. Este fue el germen de la idea de levantar una urbanización de verano lo que provocó la compra de nuevas tierras.

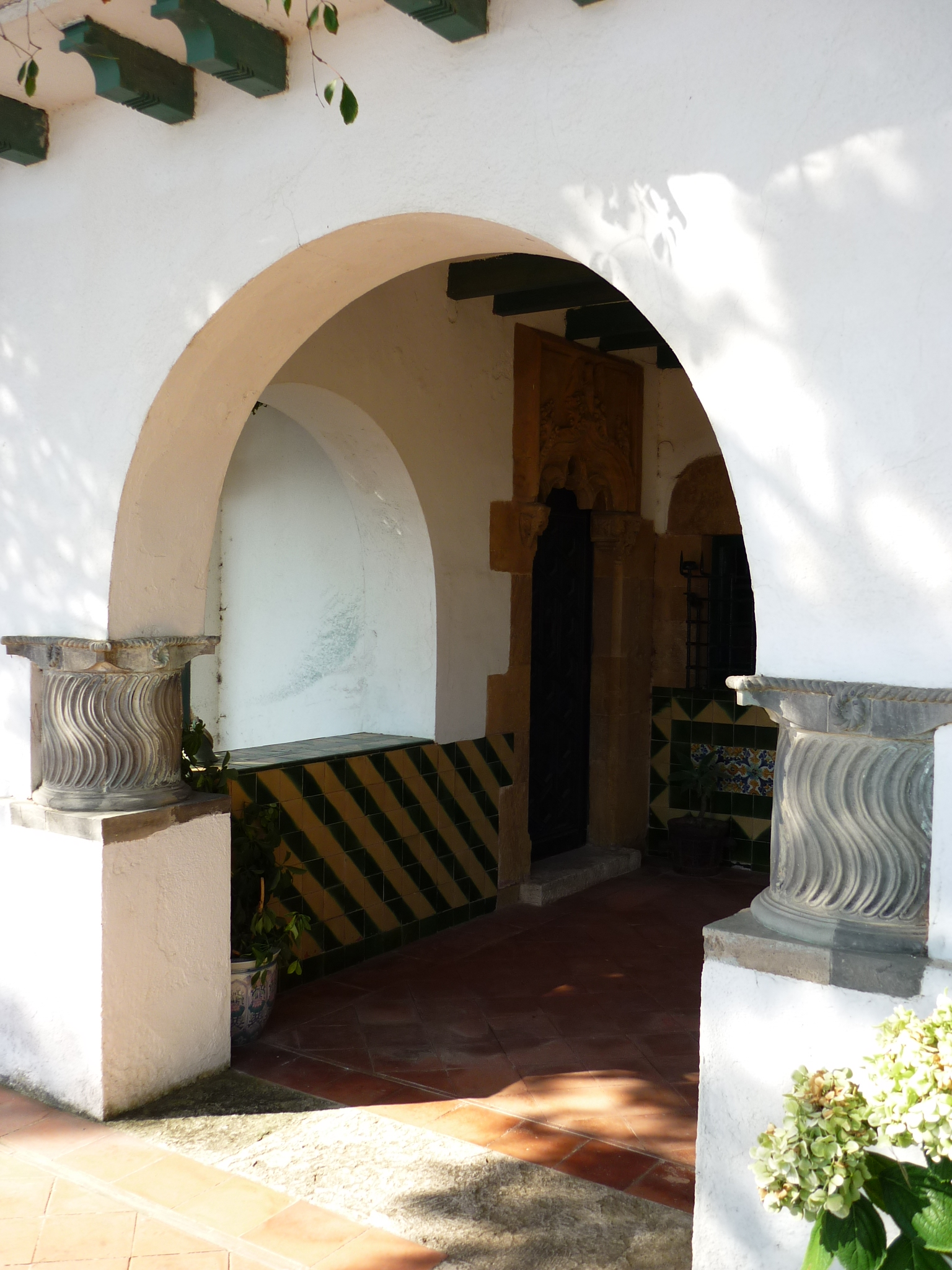
Porche del chalet Seña Blanca

La llegada de la Primera Guerra Mundial hizo que se abandonara el plan de construir el conjunto. Más tarde, gracias a la popularidad que estaba ganando la playa y los baños de San Pol (anexos a S’Agaró), junto con el empuje del hijo de Ensesa, Josep Ensesa i Gubert, y del propio Rafael Masó se retomó el proyecto. En 1924, Ensesa Gubert, ante las dificultades para veranear en su lugar habitual (Estartit) decidió utilizar los terrenos de su padre para edificar una casa de verano que fue encargada a Masó. Este fue el primer chalet de la urbanización, conocido como la Seña Blanca. A partir de aquel momento se continuó con la idea de construir el conjunto. Las obras se encargaron al arquitecto Rafael Masó. Masó ordenó el terreno previendo una serie de espacios públicos (plazas, avenidas, escaleras y equipamientos deportivos y sociales) y los integró con las parcelas destinadas a chalets. También mejoró los baños con la inauguración del Restaurante de los Baños, (Restaurant dels Banys en catalán, (1929)) y transformó dos chalets en el hostal de lujo de la Gavina (inaugurado en 1932 aunque ya funcionaba como hotel con anterioridad). De las edificaciones destacan la Seña Blanca, el Hostal de la Gavina, los chalets Domus Nostrum, Ensesa, Faixat, Gorina, Roquet, Graziella, Nurimar, Elimar, Lolimar, Roca Blanca y el chalet que el arquitecto diseñó para él mismo. La obra arquitectónica cuenta además con la presencia de la Venus de S’Agaró, obra de Joan Rebull.
Las primeras edificaciones fueron las que se levantaron alrededor de la plaza del Rosal, núcleo principal de la urbanización. Después, la construcción continuó hacia el sureste, ocupando la primera línea del litoral. Estas primeras residencias marcaron durante mucho tiempo el estilo del conjunto, un estilo noucentista y armónico, destinado a la alta burguesía.
Como consecuencia de la muerte de Rafael Masó y de la guerra civil española (1936-1939), las obras se detuvieron y no fueron retomadas hasta los años cuarenta ya bajo la dirección del arquitecto Francisco Folguera quien siguió las líneas generales trazadas por Masó, a las cuales de un aire personal. Folguera fue el autor de la iglesia de Nuestra Señora de la Esperanza (1941-1943), de estilo neobarroco. También inició los trabajos del Camino de Ronda (que rodea el mar entre zonas boscosas); reformó los jardines de la Senya Blanca donde construyó la logia de estilo brunelleschiano que todavía hoy se puede ver en la finca Ensesa, y realizó más chalets. Al morir Folguera, Adolfo Florensa continuó las obras sin apartarse de los cánones establecidos por sus predecesores.
La aparición de S’Agaró se tiene que entender dentro del contexto de los inicios del turismo de playa que se popularizó cuando se descubrieron las propiedades beneficiosas del agua y la brisa marinas. Para aprovecharlas se comenzaron a instalar balnearios en los litorales que en un principio tenían una finalidad curativa, pero que al complementarse con otras actividades lúdicas y deportivas se convirtieron en lugares de descanso, entretenimiento y veraneo. Esta también fue la historia de S’Agaró que creció junto a unos baños situados en la playa de Sant Pol que con la participación de los Ensesa se convirtieron en los Baños de S’Agaró (Banys de S’Agaró) y pasaron a formar parte de la urbanización.
Desde los inicios los promotores del conjunto tuvieron muy clara la idea de que S’Agaró sería una urbanización destinada al turismo y al veraneo de la alta burguesía. Y con este pensamiento los Ensesa y Rafael Masó (que estuvo muy implicado en la urbanización) se encargaron de hacer una gran promoción en diarios y revistas, participaron en congresos sobre el turismo, invirtieron en publicidad y organizaron todo tipo de actividades de recreo (conciertos, recitales de poesía, representaciones teatrales, cenas de cala, bailes, regatas, competiciones de tenis…). Incluso a partir de 1935, Ensesa i Gubert editó la Revista de S’Agaró.

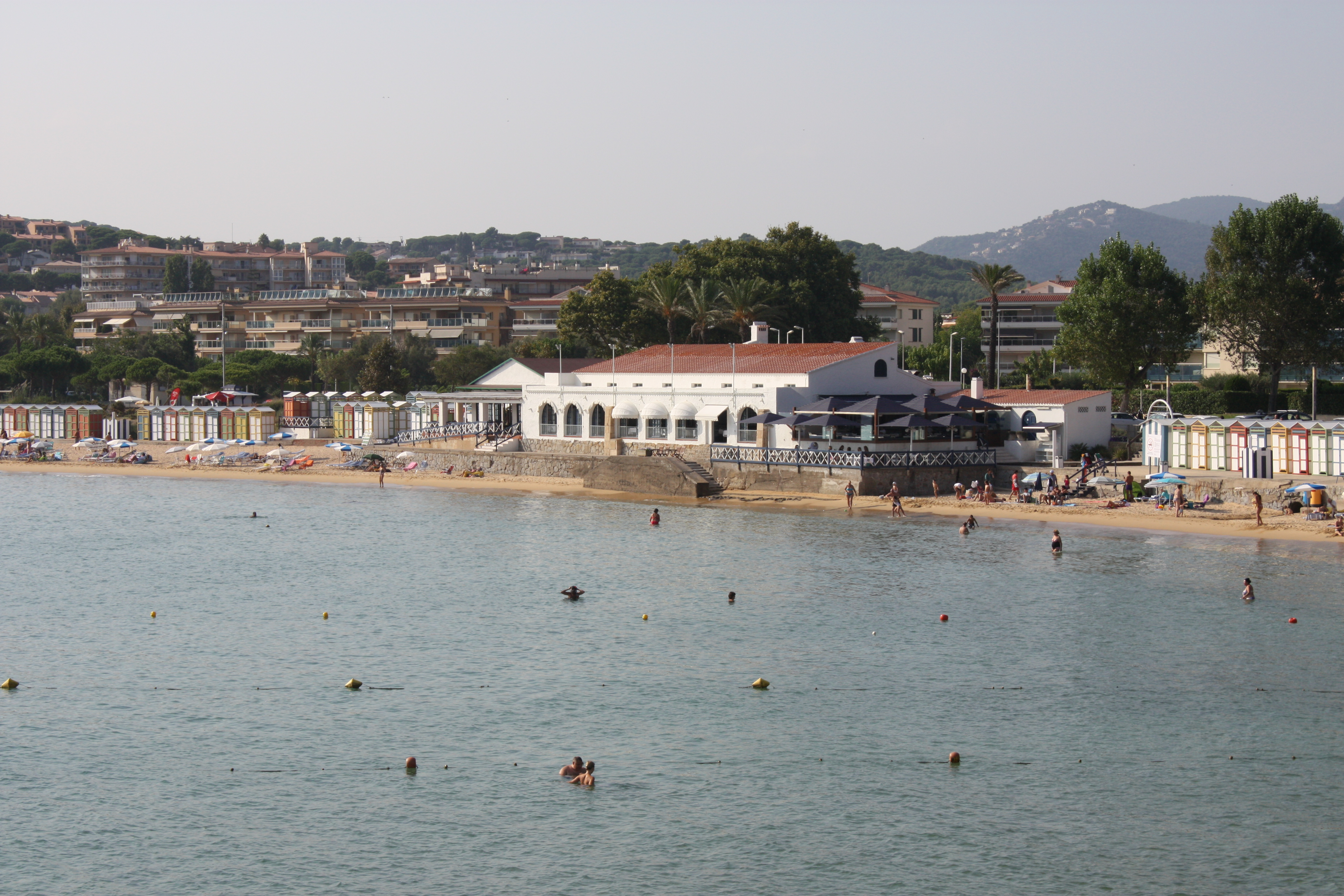
Baños de S'Agaró (Banys de S'Agaró). Actualmente la Taverna del Mar

Los destinatarios de todo ello no podían ser otros que las altas clases sociales ya que no todo el mundo podía permitirse el lujo de adquirir un de aquellos chalets (ni tan solo una segunda residencia) o una estancia en el Hostal de la Gavina y también por el tipo de activades programadas. S’Agaró se convirtió en lugar favorito de verano de la alta sociedad catalana y rápidamente su fama traspasó las fronteras alcanzando un reconocimiento internacional llegando incluso a Hollywood en los años cincuenta y sesenta. Durante esos años se continuó con las edificaciones y programando actividades selectas como torneos de tenis de alto nivel, concursos hípicos, competiciones de Bowling, regatas de vela, concursos de danza, bailes, conciertos estivales… En definitiva, desde los primeros años la urbanización y el Hostal de la Gavina se convirtieron en un punto de encuentro de importantes personalidades, como actores, actrices, escritores, políticos, etc. Incluso se rodaron algunas películas.
A pesar de que los chalets y gran parte de las actividades de la primera etapa estaban dirigidas a la alta burguesía y tenían un carácter de lujo y exclusividad, también había otras (recitales de poesía, representaciones teatrales, bailes de sardanas, cabalgatas de flores, conciertos, etc.) que estaban abiertas a todo el público enlazando así con la idea del noucentisme de hacer llegar la cultura al pueblo. Este tipo de actividades se llevaban a cabo en las plazas y calles de la urbanización y en algunas de las pequeñas calas. Rafael Masó, como arquitecto adscrito al movimiento, también intentó hacer de S’Agaró un ejemplo de ciudad noucentista, no únicamente con la estética sino también en los ideales. Fruto también de esta manera de pensar fue la apertura de la Escuela de S’Agaró (Escola de S’Agaró) aprovechando el edificio del Hotel de la Playa (Hotel de la Platja) (anteriormente Monumental Hotel). Cuando se inauguró en octubre de 1935 Rafael Masó ya estaba muerto aunque participó en la adaptación del hotel para transformarlo en escuela. La Escuela solamente funcionó aquel curso (1935-1936) ya que su actividad se vio interrumpida por la Guerra Civil. Después del conflicto, el edificio volvió a ser el Hotel de la Playa hasta los años ochenta, cuando fue reformado y convertido en el actual S’Agaró Hotel. La Guerra Civil y la muerte de Rafael Masó hicieron que desapareciese de la urbanización la idea noucentista de culturizar al pueblo, aunque si se mantuvo el carácter de veraneo para las altas clases sociales.
A partir de mediados de los sesenta comenzó a manifestarse de manera progresiva la presión inmobiliaria característica de aquellos años en las costas que hizo que alrededor del conjunto originario, como en todo el litoral peninsular, se construyesen nuevas urbanizaciones, nuevos chalets y nuevos bloques de pisos, fuera ya del estilo noucentista, hasta llegar a conformar la entidad de población que S’Agaró es hoy en día. Por otro lado, la programación de actividades fue descendiendo, sobre todo a partir de la muerte de Josep Ensesa i Gubert en 1981. Actualmente la urbanización originaria continúa siendo privada y mantiene su estatus de lujo. Tanto las primeras residencias como las más recientes continúan destinadas mayoritariamente al veraneo.

## Conjunto histórico
El conjunto histórico viene delimitado por la línea imaginaria que comienza en la entrada principal de la urbanización, en el rincón de S’Agaró, y sigue el trazado del Camino de Ronda marítimo, excluyendo la franja de rocas. Siguiendo el perímetro de la urbanización por el lado del mar hasta llegar a la línea de la playa de la Conca, donde gira hasta llegar a las escaleras de la Conca siguiéndolas por su eje hasta llegar a la calle Ametllers, donde continua también por su eje hasta llegar a la calle de la Església, el cual sigue también su eje hasta llegar a la calle de la Pineda que atraviesa siguiendo una línea recta por el límite norte de la parcela de la torre Mirona, hasta llegar a la calle de abajo donde gira siguiendo el límite de esta calle en dirección al rincón de S’Agaró para ir a parar al punto de inicio.

### El primitivo S’Agaró como ciudadnovecentista

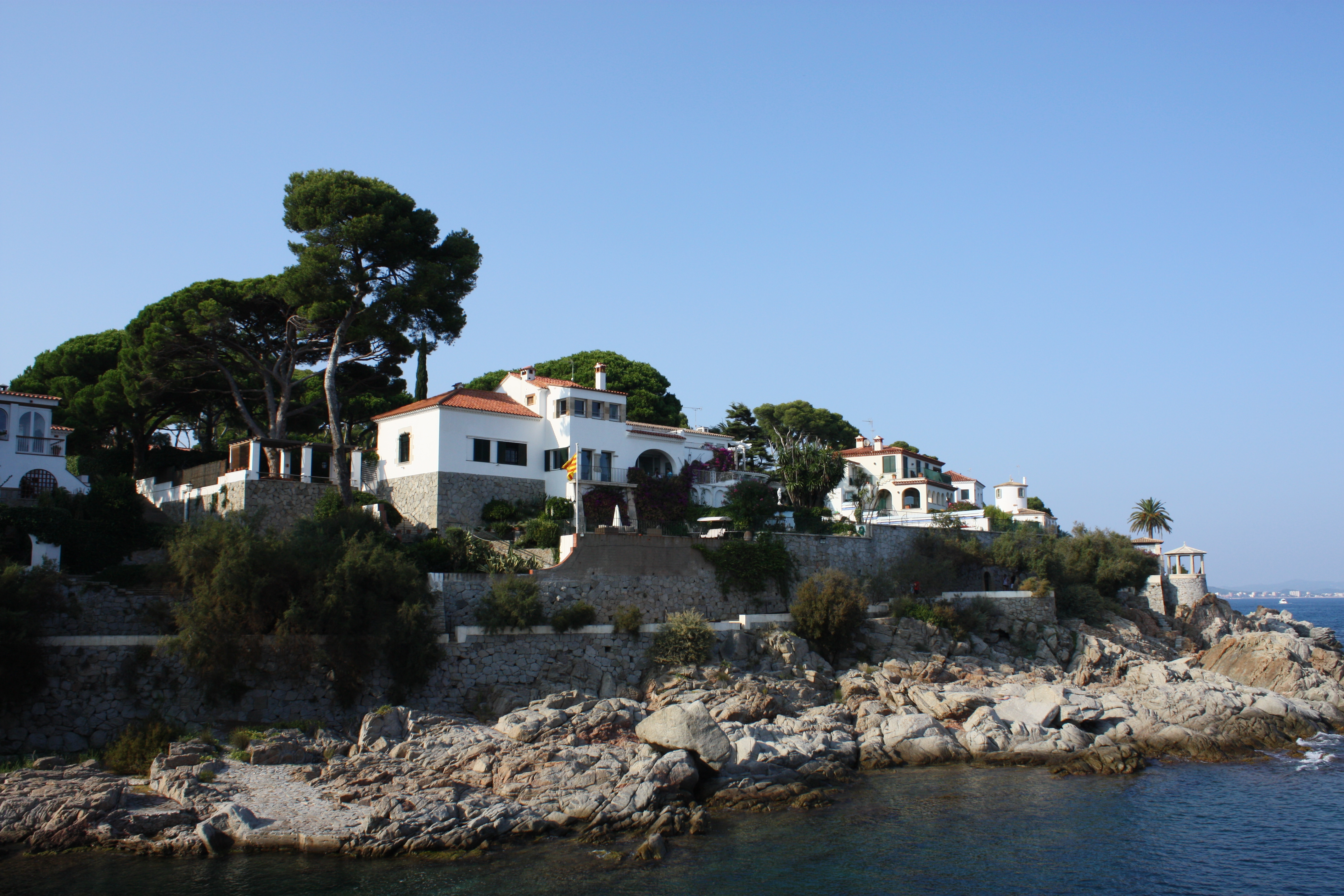
Chalets en S'Agaró

Rafael Masó concibió la urbanización como una ciudad novecentista. El arquitecto se decantó por una ciudad jardín, un tipo de ciudad muy valorado por esta corriente. Por esta razón todos los edificios contaron con grandes zonas ajardinadas y la vegetación tuvo un gran protagonismo dentro del conjunto. Esta también sirvió para integrar la urbanización en el paisaje, uno de los éxitos del arquitecto. Masó respetó parte de la vegetación existente y a la hora de diseñar los jardines utilizó flora autóctona. Además, en relación con la adecuación al paisaje, Masó también respetó la naturaleza del territorio. No lo niveló, sino que supo aprovechar su fisonomía para dotar al conjunto de una mayor belleza. Los edificios repetían el perfil del terreno, subían y bajaban al mismo ritmo que lo hacían las rocas.
El novecentismo defendía un estilo nacional, propio, catalán y moderno, pero a la vez basado en la tradición popular catalana, aspecto que Masó supo plasmar en S’Agaró. En la mayoría de los chalets se puede observar la influencia de las masías catalanas, por ejemplo en el aprovechamiento de elementos que venían de antiguas masías (sobre todo puertas y ventanas) o en el uso de algunas elementos y características propias de las casas solariegas, como pueden ser la distribución de los cuerpos de las residencias, la utilización de terracotas y cerámicas, la presencia de hastiales, el refuerzo de las esquinas con sillares de piedra, etc. Aunque no se trataba de una imitación o copia de una masía, sino de una reinterpretación para llegar a un arte moderno. Cuando uno observa cualquiera de las viviendas de S’Agaró, no ve una casa rural, sino una casa urbana y moderna, en definitiva, un chalet tal y como se entiende ahora, equipado por lo que en aquel entonces eran las últimas novedades de higiene y confort.Otra característica del movimiento novecentista era el concepto de artista global, concepto que llevaba a los artista a encargarse de todos los detalles que intervienen en la obra. Siguiendo esta idea, Rafael Masó no solo se ocupó de lo estrictamente arquitectónico, sino que intervino en todos los aspectos: diseñó los edificios, los jardines, los muebles, la decoración interior y exterior, la planificación urbanística, los espacios públicos, incluso diseñó folletos y carteles de publicidad, invitaciones para eventos y organizó actividades. Todo ello lo hizo demostrando una gran creatividad. Rafael Masó fue capaz de construir una treintena de chalets y otros establecimientos (con sus exteriores, interiores, muebles, jardines, decoración, etc.) y hacer que todos fueran diferentes. Además, este hecho tiene más valor si se tiene en cuenta que el arquitecto hasta aquel momento casi no había construido residencias de nueva planta exentas. A pesar de esta variedad, Masó también supo dotar a la urbanización de coherencia a través de la repetición de elementos, de tal manera que las diferentes partes quedaron perfectamente integradas formando un todo.
Tampoco se tiene que olvidar las actividades de carácter cultural dirigidas a todos los públicos y la apertura de la escuela que enlazaban con el ideal extender la cultura al pueblo, propio del novecentismo.

### Las primeras edificaciones
Las obras que configuraban el núcleo inicial de la entidad de población son las siguientes (la mayoría están declaradas como bienes de interés cultural)
- Senya Blanca (chalet Josep Ensesa Gubert) (1924) – Rafael Masó
- Chalet Badia (antiguo chalet Puiggrós) (1924-1927) (actualmente forma parte del Hostal de la Gavina) – Rafael Masó
- Domus Nostrum (chalet Niubó, chalets Anna Ensesa i Albert Sibils) (1924-1929) – Rafael Masó
- Chalet Gómez (1924-1927) – Rafael Masó
- Plaza Roserar (1924-1928) – Rafael Masó
- Hostal de la Gavina (1924-1929) – Rafael Masó
- Chalet Cruz (chalet Nurimar) (1924-1929) – Rafael Masó
- Chalet la Gacela (chalet Sibils Ensesa) (1924-1930) – Rafael Masó
- Chalet Santiago Masó (chalet Graziella) (1924-1930) – Rafael Masó
- Chalet Faixat (chalet Mercè Ensesa) (1928-1931) – Rafael Masó
- Pistas de tenis (1928-1932) – Rafael Masó
- Restaurant dels Banys (Restaurante de los Baños) (actual Taverna del Mar) (1929) – Rafael Masó
- Escola de S'Agaró (1930) (actual Hotel S’Agaró) – Rafael Masó
- Chalet Roquet (chalet Carme Ensesa Montsalvatje, chalet Cala Padrosa) (1929-1930) – Rafael Masó
- Chalet Rafael Masó (1930-1935) – Rafael Masó
- Chalet Gual Villalbí (chalet Elimar, chalet Soler) (1930-1935) – Rafael Masó
- Chalet Comadira (1930-1935) – Rafael Masó
- Chalet Gorina (les Arcades) (1930-1935) – Rafael Masó
- Chalet Bufalà (Mas de Roda) (1932-1934) – Rafael Masó
- Chalet Puiggròs (chalet Roca Blanca) (1930-1935) – Rafael Masó
- Chalet Bonet (chalet Lolimar) (1933-1935) – Rafael Masó
- Chalet Greiner (1933-1934) (no localizado) – Rafael Masó
- Chalet Guàrdia (1929) – Pelai Martínez
- Chalet Clavell (1929) – Pelai Martínez
- Chalet del pintor Colom (1929-1931) – Pelai Martínez
- Chalet Miramar (1931) – C. Alzamora
- Iglesia de la Esperanza (1941-1943) – Francesc Folguera
- Chalet Esteve (no localizado)
- Chalet Miquel Masós (no localizado)
- Chalet Rafael Portas (no localizado)
- Chalet Santiago Vinardell (no localizado)
- Casona Pilar